# Критерії Дівінченцо
Критерії Дівінченцо — це умови, запропоновані в 2000 році фізиком-теоретиком Девідом П. Дівінченцо як необхідні для побудови такого комп'ютера — комп'ютера, вперше запропонованого математиком Юрієм Маніним у 1980 році, і фізиком Річардом Фейнманом у 1982 році — як засіб для ефективного моделювання квантових систем, наприклад, у розв'язанні квантової проблеми багатьох тіл.
Було багато пропозицій щодо того, як побудувати квантовий комп'ютер, і всі вони з різним ступенем успішності протистояли різним викликам побудови квантових пристроїв. Деякі з цих пропозицій передбачають використання надпровідних кубітів, іонних пасток, рідкофазного та твердофазного ядерного магнітного резонансу або станів оптичних кластерів, усі вони демонструють хороші перспективи, але також мають проблеми, які перешкоджають їх практичній реалізації.
Критерії Дівінченцо складаються із семи умов, яким має задовольняти експериментальна установка для успішного впровадження квантових алгоритмів, таких як алгоритм пошуку Ґровера або факторизація Шора. Перші п'ять умов стосуються самого квантового обчислення. Дві додаткові умови стосуються впровадження квантового зв'язку, такого як той, що використовується в квантовому розподілі ключів. Можна продемонструвати, що критеріям Дівінченцо задовольняє класичний комп'ютер. Порівняння здатності класичного та квантового режимів задовольняти критеріям підкреслює як ускладнення, які виникають у роботі з квантовими системами, так і джерело квантового прискорення.

## Викладення критеріїв
Відповідно до критеріїв Дівінченцо, створення квантового комп'ютера вимагає, щоб експериментальна установка відповідала семи умовам. Перші п'ять необхідні для квантового обчислення:
1. Масштабована фізична система з добре охарактеризованим кубітом
2. Можливість ініціалізації стану кубітів до простого довірчого стану
3. Тривалий відповідний час декогеренції
4. «Універсальний» набір квантових вентилів
5. Спеціальна можливість вимірювання кубітів

Решта два необхідні для квантової комунікації:
1. Можливість взаємоперетворення стаціонарних і літаючих кубітів
2. Здатність точно передавати літаючі кубіти між вказаними місцями

## Обґрунтування
Дівінченцо запропонував свої критерії після багатьох спроб побудувати квантовий комп'ютер. Нижче пояснюється, чому ці твердження важливі, і наводяться приклади.

### Масштабованість за допомогою добре охарактеризованих кубітів
Більшість моделей квантових обчислень вимагають використання кубітів. З точки зору квантової механіки, кубіт визначається як 2-рівнева система з деяким енергетичним розривом. Іноді це важко реалізувати фізично, тому ми зосереджуємося на певному переході атомних рівнів. Яку б систему ми не обрали, ми вимагаємо, щоб система майже завжди залишалася в підпросторі цих двох рівнів, і таким чином ми можемо сказати, що це добре охарактеризований кубіт. Прикладом недостатньо охарактеризованої системи можуть бути 2 одноелектронні квантові точки, кожна з потенційних ям зайнята одним електроном в одній чи іншій ямі, що належним чином характеризується як один кубіт. Однак при розгляді такого стану, як {\displaystyle |00\rangle +|11\rangle }, така система відповідала б двокубітовому стану.
Завдяки сучасній технології можна створити систему, яка має добре охарактеризований кубіт, але створити систему, яка має довільну кількість добре охарактеризованих кубітів, є складним завданням. Зараз одна з найбільших проблем полягає в тому, що нам потрібні експоненційно більші експериментальні установки для розміщення більшої кількості кубітів. Квантовий комп'ютер здатний експоненційно прискорювати обчислення класичних алгоритмів розкладання чисел на прості множники; але якщо для цього потрібна експоненційно велика установка, то наша перевага втрачається. У випадку використання рідкофазного ядерного магнітного резонансу (ЯМР) було виявлено, що збільшення макроскопічного розміру призвело до ініціалізації системи, яка залишила обчислювальні кубіти у сильно змішаному стані. Незважаючи на це, була знайдена обчислювальна модель, яка все ще може використовувати ці змішані стани для обчислень, але чим більш змішаними є ці стани, тим слабшим є сигнал індукції, що відповідає квантовому вимірюванню. Якщо цей сигнал нижчий за порогове значення шуму, рішенням є збільшення розміру вибірки для посилення потужності сигналу; і це є джерелом немасштабованості рідкофазного ЯМР у як засобу для квантових обчислень. Можна сказати, що зі збільшенням кількості обчислювальних кубітів вони стають менш добре охарактеризованими, доки не буде досягнуто порогу, після якого вони більше не є корисними.

### Ініціалізація кубітів до простого довірчого стану
Усі моделі квантових і класичних обчислень базуються на виконанні операцій над станами, що підтримуються кубітами або бітами, а також на вимірюванні та повідомленні про результат, процедури, яка залежить від початкового стану системи. Зокрема, унітарний характер квантової механіки робить ініціалізацію кубітів надзвичайно важливою. У багатьох випадках ініціалізація виконується шляхом відпалу системи до основного стану. Це особливо важливо, коли ви розглядаєте квантову корекцію помилок, процедуру для виконання квантових процесів, які стійкі до певних типів шуму та потребують великої кількості свіжоініціалізованих кубітів, що накладає обмеження на швидкість ініціалізації.
Приклад відпалу описано в статті 2005 року Петта та ін., де пара Белла електронів готується в квантових точках. Ця процедура покладається на T1 для відпалу системи, а стаття зосереджена на вимірюванні часу релаксації T2 системи квантових точок і дає уявлення про задіяні часові масштаби (мілісекунди), які будуть фундаментальною перешкодою, враховуючи, що тоді час декогеренції менший за час ініціалізації. Для скорочення часу ініціалізації та підвищення точності процедури були розроблені альтернативні підходи (зазвичай із залученням оптичного накачування).

### Тривалий відповідний час декогеренції
Декогеренція є проблемою, яка виникає у великих макроскопічних системах квантових обчислень. Квантові ресурси, які використовуються моделями квантового обчислення (суперпозиція або заплутаність), швидко руйнуються декогеренцією. Бажаний тривалий час декогеренції, набагато довший за середній час вентиля, так що з декогерентністю можна боротися за допомогою виправлення помилок або динамічного розчеплення. У твердофазному ЯМР з використанням центрів азотних вакансій орбітальний електрон має короткий час декогеренції, що робить обчислення проблематичними; запропоноване рішення полягало в кодуванні кубіта в ядерному спіні атома азоту, таким чином збільшуючи час декогеренції. В інших системах, таких як квантова точка, проблеми з сильним впливом навколишнього середовища обмежують час декогеренції T2 . Системи, якими можна швидко маніпулювати (через сильну взаємодію), мають тенденцію відчувати декогерентність через ті самі сильні взаємодії, і тому існує компроміс між здатністю реалізувати керування і підвищеною декогеренцією.

### «Універсальний» набір квантових вентилів
І в класичних, і в квантових обчисленнях алгоритми, які ми можемо обчислити, обмежені кількістю вентилів, які ми можемо реалізувати. У випадку квантових обчислень універсальний квантовий комп'ютер (квантову машину Тюрінга) можна побудувати за допомогою дуже невеликого набору 1- та 2-кубітових вентилів. Будь-яка експериментальна установка, якій вдається мати добре охарактеризовані кубіти; швидку, точну ініціалізацію; і довгий час декогеренції також має бути здатною впливати на гамільтоніан (загальну енергію) системи, щоб реалізовувати когерентні зміни, здатні реалізувати універсальний набір вентилів. Ідеальна реалізація вентилів не завжди необхідна, оскільки можна створити послідовності вентилів, які є більш стійкими до певних систематичних і випадкових шумових моделей. Рідкофазний ЯМР був однією з перших установок, здатних реалізувати універсальний набір вентилів за допомогою точної синхронізації та імпульсів магнітного поля. Однак, як згадувалося вище, ця система не була масштабованою.

### Можливість вимірювання кубітів
Для будь-якого процесу, що змінює квантові стани кубітів, остаточне вимірювання цих станів має фундаментальне значення під час виконання обчислень. Якщо наша система дозволяє проводити неруйнівні проективні вимірювання, то, в принципі, це можна використовувати для підготовки стану. Вимірювання лежить в основі всіх квантових алгоритмів, особливо в таких концепціях, як квантова телепортація. Техніки вимірювання, які не є ефективними на 100 %, зазвичай повторюються, щоб збільшити відсоток успіху. Приклади надійних вимірювальних пристроїв можна знайти в оптичних системах, де гомодинні детектори досягли точки надійного підрахунку кількості фотонів, що пройшли через поперечний переріз детектування. Більш складним є вимірювання квантових точок, де енергетичний розрив між {\displaystyle |01\rangle +|10\rangle } і {\displaystyle |01\rangle -|10\rangle } (синглетний стан) використовується для вимірювання відносних спінів 2 електронів.

### Взаємоперетворення стаціонарних і літаючих кубітів і точна передача літаючих кубітів між вказаними місцями
Взаємоперетворення та передача необхідні при розгляді протоколів квантового зв'язку, таких як квантовий розподіл ключів, які передбачають обмін когерентними квантовими станами або заплутаними кубітами (наприклад, протокол BB84). При створенні пар переплутаних кубітів в експериментальних установках ці кубіти зазвичай «стаціонарні» і не можуть бути переміщені з лабораторії. Якщо ці кубіти можна надіслати як літаючі кубіти, наприклад, закодовані в поляризацію фотона, тоді можна розглянути надсилання заплутаних фотонів третій стороні, щоб вони витягли цю інформацію, залишаючи два заплутаних стаціонарних кубіти в двох різних місцях. Здатність передавати літаючий кубіт без декогерентності є серйозною проблемою. В даний час в Інституті квантових обчислень працюють над створенням пари заплутаних фотонів і передачі одного з фотонів в іншу частину світу, відбиваючи його від супутника. Головною проблемою зараз є декогеренція, яку зазнає фотон під час взаємодії з частинками в атмосфері. Подібним чином були зроблені спроби використання оптичних волокон, хоча ослаблення сигналу не дозволило цьому стати реальністю.